# Ambraträd
Ambraträd, eller ambralönn (Liquidambar orientalis) är ett träd från Medelhavsområdet som tillhör den med platanerna närbesläktade familjen Altingiaceae (tidigare Hamamelidaceae).
Artens ursprungliga utbredningsområde ligger i sydvästra Turkiet och i norra delen av den grekiska ön Rhodos. På Rhodos ingår arten i en galleriskog i öns norra del som kännetecknas av branta slänter mot vattendraget. Allmänt växer ambraträdet i regioner som ligger upp till 800 meter över havet. Även i Turkiet är arten vanligast nära vattendrag.
Ambraträdet blommar mellan mars och april och frukterna är i november eller december mogna. Frukterna sprids med hjälp av vinden. Arten bildar vanligen trädgrupper där inga andra större träd ingår. Trädet kan bli 10 till 35 meter högt.
Bladen är 5 till 8 cm breda och liknar naverlönnens blad. Artens klotrunda frökapsel har en diameter av cirka 2 till 2,5 cm.
Trädets bark och ved innehåller styraxbalsam, antikens ambra, som har använts i parfymindustrin, i tuggummi och som medel mot skabb. Balsamen utvinns från trädens sav som tappas från träden under september-oktober sedan dess bark snittats under våren för skapa läckage av saven.
Arten utgör en viktig del i Turkiets biologiska mångfald och är en av de mest kända symbolerna för denna.
Ett fåtal andra arter av samma släkte finns i Ostasien och i Nordamerika. En amerikansk art med starkt väldoftande blad odlas i södra Sverige.
Avverkning för att vinna mark för jordbruksändamål, bränder, vatten- samt luftföroreningar och betande djur hotar beståndet. Den grekiska populationen är skyddad enligt grekiskt lag och skogen på Rhodos är utvisad som Natur 2000-område. I Turkiet inrättades i distriktet Köyceğiz en skyddszon. IUCN listar a som starkt hotad (EN).